# Fusarium oxysporum

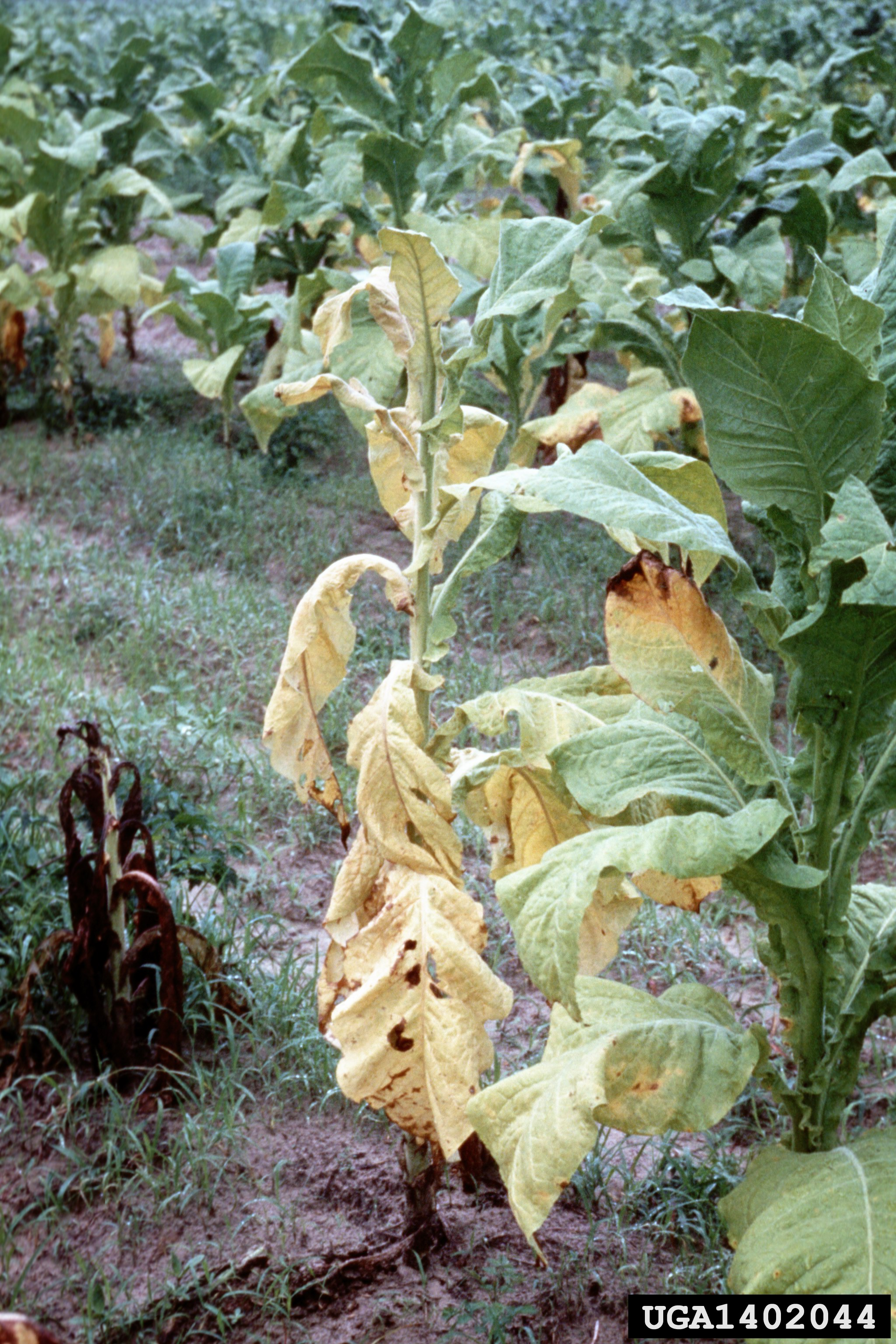
Fuzarioza tytoniu wywołana przez Fusarium oxysporum

Fusarium oxysporum Schltdl – gatunek grzybów z rodziny gruzełkowatych (Nectriaceae). Pasożyt wielu roślin, wywołujący u nich chorobę zwaną fuzariozą. Jest najważniejszym gospodarczo gatunkiem w obrębie rodzaju Fusarium.

## Systematyka i nazewnictwo
Pozycja w klasyfikacji według Index Fungorum: Fusarium, Nectriaceae, Hypocreales, Hypocreomycetidae, Sordariomycetes, Pezizomycotina, Ascomycota, Fungi.
Ma ponad 160 synonimów. Większość wśród nich to odmiany i formy, przez Index Fungorum jednak uznane za synonimy.

## Morfologia
Grzyb mikroskopijny. Morfologicznie i funkcjonalnie jest bardzo zmienny i tworzy liczne szczepy. Watowata grzybnia rozwija się bardzo szybko. Początkowo jest biała, potem brzoskwiniowa lub fioletowa. Wytwarza dwa rodzaje konidiów. Mikrokonidia zazwyczaj bardzo liczne, powstają na zakończeniach bocznych strzępek, lub na prostych, lub słabo rozgałęzionych konidioforach. Mają dość zmienne kształty – owalne, elipsoidalne lub wałeczkowate, są proste lub zakrzywione, o rozmiarach 5–12 × 2,2–3,5 μm. Makrokonidia rzadkie, powstające na bardziej rozgałęzionych konidioforach, lub na powierzchni grzybni w tworach podobnych do sporodochiów. Są cienkościenne, wrzecionowato-szydłowate, wyjątkowo wrzecionowato-sierpowate. Mają 3–7 przegród (najczęściej 3–5) i różne rozmiary:
- makrokonidia z 3 przegrodami: 27–46 × 3–5 μm.
- makrokonidia z 5 przegrodami: 35–60 × 3–5 μm.
- makrokonidia z 6-7 przegrodami: 50–66 × 3,5–5 μm.

Chlamydospory zazwyczaj liczne, o ścianach gładkich lub chropowatych. Powstają zazwyczaj pojedynczo, ale czasami w parach lub w łańcuszkach.

## Występowanie i siedlisko
Fusarium oxysporum występuje w glebie na całym świecie i jest w niej jednym z najbardziej rozprzestrzenionych mikroorganizmów. Znaleziono go w piaskach pustyni Sonora, w glebie tropikalnych i umiarkowanych lasów, łąk i w glebach tundry.
Zakres żywicieli tego gatunku jest bardzo szeroki i obejmuje zarówno rośliny, jak i zwierzęta. Jako pasożyt może żyć kosztem bardzo licznych gatunków roślin nagonasiennych, okrytonasiennych i szerokiej gamy zwierząt, od stawonogów począwszy, po człowieka. Szczepy żyjące na roślinach są polifagiczne, natomiast te żyjące na zwierzętach i ludziach są monofagiczne, wykazują dużą specjalizację. Zakażenie roślin następuje w glebie. Fusarium oxysporum może w niej przetrwać bardzo długo.

## Znaczenie
- Według ankiety przeprowadzonej wśród fitopatologów przez czasopismo „Molecular Plant Pathology” w 2012 r. gatunek ten znalazł się na 5. miejscu wśród gatunków grzybów o największym znaczeniu w gospodarce człowieka[8].
- U roślin wywołuje zgorzel siewek[2] i jest sprawcą wielu chorób. U roślin uprawianych w Polsce wywołuje choroby: fuzarioza tulipana, fuzaryjne więdnięcie pomidora, fuzaryjna zgorzel pomidora, fuzaryjne więdnięcie fasoli, fuzaryjne więdnięcie grochu, fuzaryjne więdnięcie ogórka, fuzaryjne więdnięcie melona, fuzaryjne żółknięcie buraka, fuzaryjne więdnięcie ziemniaka, fuzarioza dyni oleistej, fuzarioza lnu, więdnięcie fuzaryjne łubinu, więdnięcie fuzaryjne bobiku, fuzaryjne więdnięcie lucerny[9].
- Wytwarza mykotoksyny. U ludzi może powodować takie choroby, jak fuzaryjne zapalenie rogówki, czy grzybica paznokci[10].